# Bisdom Ipil
Het bisdom Ipil (Latijn: Dioecesis Ipilensis) is een rooms-katholiek bisdom met als zetel Ipil, op de Filipijnen. Het bisdom is suffragaan aan het aartsbisdom Zamboanga. 

## Geschiedenis
Het bisdom werd opgericht op 24 december 1979, als de territoriale prelatuur Ipil, uit delen van het aartsbisdom Zamboanga. Op 1 mei 2010 werd het verheven tot bisdom. 

## Parochies
Het bisdom had in 2021 een oppervlakte van 4.850 km2 en telde 751.797 inwoners waarvan 75,0% rooms-katholiek was.

## Ordinarii

### Prelaten
- Federico Ocampo Escaler (23 februari 1980 - 28 juni 1997)
- Antonio Javellana Ledesma (28 juni 1997 - 4 maart 2006; coadjutor sinds 13 juni 1996)

### Bisschoppen
- Julius Sullan Tonel (30 juni 2007 - 25 april 2023)
- sedisvacatie

## Galerij van afbeeldingen

Wapen van het bisdom

Zamboanga (aartsbisdom) · Ipil · Isabela (territoriale prelatuur)